# Verkkosaari (ö i Södra Savolax, Nyslott, lat 62,57, long 28,70)
Verkkosaari är en ö i Finland. Den ligger i sjön Juojärvi och i kommunen Heinävesi i den ekonomiska regionen  Nyslotts ekonomiska region  och landskapet Södra Savolax, i den sydöstra delen av landet, 300 km nordost om huvudstaden Helsingfors. Öns area är 0,9 hektar och dess största längd är 180 meter i öst-västlig riktning.